# Halicyclops magniceps
Halicyclops magniceps is een eenoogkreeftjessoort uit de familie van de Halicyclopidae. De wetenschappelijke naam van de soort is voor het eerst geldig gepubliceerd in 1853 door Lilljeborg.